# Stephenia equatorialis
Stephenia equatorialis is een vlinder uit de familie van de Nymphalidae. De wetenschappelijke naam van deze soort is voor het eerst voorgesteld, als Acraea doubledayi equatorialis, door Sheffield Airey Neave in een publicatie uit 1904.

## Verspreiding
De soort komt voor in de savannes van Oeganda, Kenia en Tanzania.

## Waardplanten
De rups leeft op Malva verticillata L. (Malvaceae) en soorten van het geslacht Passiflora (Passifloraceae).

## Ondersoorten
- Stephenia equatorialis equatorialis (Neave, 1904) (Oost-Oeganda, Zuidwest-Kenia)
  - = Acraea salmonea Le Doux, 1922
- Stephenia equatorialis caoncius (Suffert, 1904) (Noord- en Oost-Kenia, Noordoost-Tanzania)
  - = Acraea oncaea caoncius Suffert, 1904
  - = Acraea equatorialis caoncius Suffert, 1904
  - = Acraea equatorialis anaemia Eltringham, 1912
  - = Acraea salmonea Le Doux, 1922